# De Brassers
De Brassers est un groupe belge de post-punk, originaire de la province de Limbourg. Ils sont surtout connus pour leur morceau En toen was er niets meer sorti en 1981.

## Histoire
De Brassers font leurs débuts à la fin des années 1970, inspirés par des groupes de punk rock tels que The Damned, The Clash et PiL. Aucun des membres n'a d'expérience musicale, mais ils réussissent tout de même à monter un groupe. Le groupe se compose des frères Eric (batterie) et Marc Poukens (chant), Ben Dekkers (claviers), Willy Dirkx (guitare) et Marc Haesendonckx (basse). Selon Willy Dirkx, ils doivent leur nom au terme « brassers » (cuivres), pour lequel ils sont souvent interpellés dans leur pub à Hamont. Les musiciens décident alors d'utiliser ce nom comme surnom, parce qu'il « avait quelque chose de joyeux, en contraste avec notre musique », explique Dirkx.
À l'époque, le groupe fait rapidement des adeptes, mais rencontre aussi beaucoup de réticences. L'apparence du groupe, son attitude nihiliste et sa musique posent problème. La dégradation d'une église locale sous leur nom (dont le véritable auteur est inconnu) n'aide pas non plus. Les habitants sont mis en garde contre le groupe.
En 1980, De Brassers atteignent la finale du Humo's Rock Rally. Leur morceau And Then There Was Nothing More (1981) est auto-éditée. Le NME écrit à leur sujet : « Des gars modernes, méchants et lunatiques ».
En 1982, le groupe se sépare parce que certains de ses membres luttent trop lourdement contre des problèmes de drogue. Néanmoins, ils se produisent à nouveau en 1987, 1995 et 1998 (Eurorock) et organisent régulièrement des jam sessions. Entre-temps, Eric Poukens est remplacé par Erwin Jans (batteur du groupe Struggler) et le claviériste Ben Deckers par Joachim Cohen. En 2005, ils sont programmés pour le Pukkelpop et sortent le mini-album Slijk, qui contient 5 nouveaux morceaux. En 2008, ils sortent la compilation Gesprokkeld en bespoten, qui résume 30 ans de De Brassers. En 2010, une double compilation vinyle 1979-1982 est publiée par Onderstroom Records à 500 exemplaires. À partir de cette année-là, De Brassers se produisent à nouveau, cette fois avec Jules, le fils de Willy Dirkx, en tant que membre supplémentaire.
En 2012, le groupe se produit à Berlin et cinq chansons des Brassers sont interprétées par Marc Poukens avec Café Marché, un orchestre de 35 musiciens. En 2012, un documentaire de Jan Weynants sur le groupe sort, cofinancé par la commune de Hamont-Achel. Ce documentaire est également diffusé sur Canvas. Via Onderstroom Records, l'album Live at Doornroosje sort également en mars 2013, reprenant les enregistrements d'un concert donné en 1982 à Nimègue. En 2016, De Brassers joue à l'AB à Bruxelles lors de la célébration des 20 ans du Rock Rally. En 2018, le groupe auto-édite un livre de photos à 500 exemplaires, qui se vend en un mois. Ils jouent également au Sinners Day en 2018 et dans les principaux clubs de Flandre et de Bruxelles. En 2024, ils jouent à l'Ancienne Belgique

## Discographie
- 1980 : En toen was er niets meer / twijfels / eruit (single, Bras)
- 1980 : Rock Rally 1980 (sur la compilation Kontrole)
- 1980 : Levend (K7, Bras Tape)
- 1981 : De Brassers (EP, Kremlin)
- 1993 : 4x4 : AA, De Brassers, Cultural Decay, Struggler (Antler/Subway)